# Championnat d'Écosse de football 1915-1916
Navigation
Édition précédente Édition suivante
La 26e édition du championnat d'Écosse de football est remportée par le Celtic FC. C’est le treizième titre de champion du club, le troisième consécutif. Ils gagnent avec onze points d’avance sur les Rangers FC. Le Greenock Morton complète le podium.
Contrairement à ses voisins anglais et nord-irlandais, le championnat d'Écosse de football ne s’interrompt pas pendant la Première Guerre mondiale.
À la fin de la 25e saison, aucun club ne quitte la première division. Les mêmes 20 équipes sont conservées pour la saison 1915-1916.
Avec 34 buts marqués en 38 matchs, Jimmy McColl de Celtic FC remporte pour la première fois le titre de meilleur buteur du championnat.

## Les clubs de l'édition 1915-1916
| Club                              | Ville      |
| --------------------------------- | ---------- |
| Aberdeen Football Club            | Aberdeen   |
| Ayr United Football Club          | Ayr        |
| Airdrieonians Football Club       | Airdrie    |
| Celtic Football Club              | Glasgow    |
| Clyde Football Club               | Glasgow    |
| Dumbarton Football Club           | Dumbarton  |
| Dundee Football Club              | Dundee     |
| Falkirk Football Club             | Falkirk    |
| Greenock Morton Football Club     | Greenock   |
| Hamilton Academical Football Club | Hamilton   |
| Heart of Midlothian Football Club | Édimbourg  |
| Hibernian Football Club           | Leith      |
| Kilmarnock Football Club          | Kilmarnock |
| Motherwell Football Club          | Motherwell |
| Partick Thistle Football Club     | Glasgow    |
| Queen's Park Football Club        | Glasgow    |
| Raith Rovers Football Club        | Kirkcaldy  |
| Rangers Football Club             | Glasgow    |
| Saint Mirren Football Club        | Paisley    |
| Third Lanark Athletic Club        | Glasgow    |

## Compétition

### Classement
Le classement est établi sur le barème de points classique (victoire à 2 points, match nul à 1, défaite à 0).
| Rang | Équipe              | Pts | J  | G  | N  | P  | Bp  | Bc  | Diff |
| ---- | ------------------- | --- | -- | -- | -- | -- | --- | --- | ---- |
| 1    | Celtic FC           | 67  | 38 | 32 | 3  | 3  | 116 | 32  | +84  |
| 2    | Rangers FC          | 56  | 38 | 25 | 6  | 7  | 87  | 32  | +55  |
| 3    | Greenock Morton     | 51  | 38 | 22 | 7  | 8  | 86  | 39  | +47  |
| 4    | Ayr United          | 48  | 38 | 20 | 8  | 10 | 72  | 45  | +27  |
| 5    | Heart of Midlothian | 46  | 38 | 20 | 6  | 12 | 66  | 45  | +21  |
| 6    | Partick Thistle FC  | 46  | 38 | 19 | 8  | 11 | 65  | 41  | +24  |
| 7    | Hamilton Academical | 41  | 38 | 19 | 3  | 16 | 68  | 76  | -8   |
| 8    | Dundee FC           | 40  | 38 | 18 | 4  | 16 | 56  | 49  | +7   |
| 9    | Dumbarton FC        | 37  | 38 | 13 | 11 | 14 | 54  | 64  | -10  |
| 10   | Kilmarnock FC       | 35  | 38 | 12 | 11 | 15 | 46  | 49  | -3   |
| 11   | Aberdeen FC         | 34  | 38 | 11 | 12 | 15 | 51  | 64  | -13  |
| 12   | Falkirk FC          | 33  | 38 | 12 | 9  | 17 | 45  | 61  | -16  |
| 13   | Saint Mirren        | 30  | 38 | 13 | 4  | 21 | 50  | 67  | -17  |
| 14   | Motherwell FC       | 30  | 38 | 11 | 8  | 19 | 55  | 82  | -27  |
| 15   | Airdrieonians       | 30  | 38 | 11 | 8  | 19 | 44  | 74  | -30  |
| 16   | Third Lanark AC     | 29  | 38 | 9  | 11 | 18 | 40  | 56  | -16  |
| 17   | Clyde FC            | 29  | 38 | 11 | 7  | 20 | 49  | 71  | -22  |
| 18   | Queen's Park FC     | 28  | 38 | 11 | 6  | 21 | 53  | 100 | -47  |
| 19   | Hibernian FC        | 25  | 38 | 9  | 7  | 22 | 44  | 71  | -27  |
| 20   | Raith Rovers        | 23  | 38 | 9  | 5  | 24 | 30  | 65  | -35  |

|  | Champion d'Écosse |
|  | Relégation        |

## Bilan de la saison
| Tableau d'Honneur                | Tableau d'Honneur  |
| Compétition                      | Vainqueur          |
| -------------------------------- | ------------------ |
| Championnat d'Écosse de football | Celtic FC          |
| Coupe d'Écosse de football       | Pas de compétition |

| Promotions et relégations | Promotions et relégations |
| ------------------------- | ------------------------- |
| Promus                    | Aucun                     |
| Relégués                  | Aucun                     |

## Statistiques

### Meilleur buteur
1. Jimmy McColl, Celtic FC, 34 buts